# Lorenc Leskaj
Lorenc Leskaj (Tirana, 2 ottobre 1968) è un ex calciatore albanese, di ruolo difensore.

## Carriera

### Nazionale
Ha collezionato 2 presenze con la Nazionale albanese.

## Statistiche

### Cronologia presenze e reti in nazionale
| Cronologia completa delle presenze e delle reti in nazionale ― Albania | Cronologia completa delle presenze e delle reti in nazionale ― Albania | Cronologia completa delle presenze e delle reti in nazionale ― Albania | Cronologia completa delle presenze e delle reti in nazionale ― Albania | Cronologia completa delle presenze e delle reti in nazionale ― Albania | Cronologia completa delle presenze e delle reti in nazionale ― Albania | Cronologia completa delle presenze e delle reti in nazionale ― Albania | Cronologia completa delle presenze e delle reti in nazionale ― Albania |
| Data                                                                   | Città                                                                  | In casa                                                                | Risultato                                                              | Ospiti                                                                 | Competizione                                                           | Reti                                                                   | Note                                                                   |
| ---------------------------------------------------------------------- | ---------------------------------------------------------------------- | ---------------------------------------------------------------------- | ---------------------------------------------------------------------- | ---------------------------------------------------------------------- | ---------------------------------------------------------------------- | ---------------------------------------------------------------------- | ---------------------------------------------------------------------- |
| 5-9-1990                                                               | Patras                                                                 | Grecia                                                                 | 1 – 0                                                                  | Albania                                                                | Amichevole                                                             | -                                                                      |                                                                        |
| 17-11-1990                                                             | Tirana                                                                 | Albania                                                                | 0 – 1                                                                  | Francia                                                                | Qual. Euro 1992                                                        | -                                                                      | 46’                                                                    |
| Totale                                                                 |                                                                        | Presenze                                                               | 2                                                                      |                                                                        | Reti                                                                   | 0                                                                      |                                                                        |